# Richard Wagamese
Richard Wagamese (Minaki, Ontario, Canadá; 14 de octubre de 1955 – Kamloops, Columbia Británica, Canadá; 10 de marzo de 2017) fue un escritor y periodista ojibwa de las Naciones independientes de Wabaseemoong, territorio también conocido como el noreste de Ontario. Es conocido de forma destacada por su novela del año 2012 titulada Indian Horse, la cual ganó el premio Burt Award for First Nations, Inuit and Métis Literature en el año 2013, igualmente seleccionada para competir en la edición 2013 de Canada Reads, y posteriormente la obra fue adaptada al cine en la película Indian Horse (2017), la cual fue estrenada después de su muerte.

## Biografía
Wagamese describió su primer hogar en el ensayo "El camino hacia la curación" (The Path to Healing) como una tienda de campaña colgada de una rama de abeto. Su familia pescaba y cazaba. A la edad de dos años, él y sus tres hermanos fueron abandonados por los adultos en un viaje de borracheras en Kenora y posteriormente abandonaron su campamento cuando se quedaron sin comida y leña. Se refugiaron en una estación de ferrocarril y fueron encontrados por un policía.
Tiempo después Wagamese describió a su familia diciendo que "cada uno de los adultos había sufrido en una institución que trató de sacar al indio de sus entrañas, y regresaron al monte rotos, heridos y doloridos". Sus padres, Marjorie Wagamese y Stanley Raven, habían estado entre los muchos niños nativos que, según la ley canadiense, fueron separados de sus familias y obligados a asistir a escuelas residenciales administradas por el gobierno, cuyo propósito principal era separarlos de su cultura indígena.
Después de ser separado de su familia por la Children's Aid Society, fue criado en hogares de acogida en el noroeste de Ontario hasta ser adoptado a los nueve años por una familia presbiteriana de St. Catharines, la cual se negó a permitirle mantener contacto con su herencia e identidad de las Naciones Originarias. Acerca de esta experiencia Wagamese escribió: "Las heridas que sufrí fueron mucho más allá de las cicatrices en mis nalgas". Las golpizas y los abusos que sufrió en hogares de acogida lo llevaron a dejar la casa a los 16 años, buscando reconectarse con la cultura indígena. Después vivió en la calle, abusando de las drogas y el alcohol, y fue encarcelado en diferentes ocasiones. Durante este tiempo empezó a frecuentar bibliotecas públicas, al principio con la intención de refugiarse y después para leer.
Wagamese se reunió nuevamente con su familia hasta la edad de 23 años. Después de contarles su experiencia personal a ellos, un anciano le dio el nombre de Mushkotay Beezheekee Anakwat (Nube de búfalo) y le dijo que su rol era el de contar historias.
Wagamese vivió las últimas etapas de su vida fuera de Kamloops, Columbia Británica, y recibió un doctorado honoris causa por la Universidad Thompson Rivers en el año 2010. Estuvo casado y divorciado tres veces y tenía dos hijos, uno de los cuales estaba distanciado. El 10 de marzo de 2017, dos días después de que Embers: One Ojibway's Meditations fuera nominado para un premio BC Book, Wagamese murió en su casa por causas naturales. Estaba comprometido en el momento de su muerte.

## Carrera
En 1979, Wagamese comenzó su primer trabajo como autor de un periódico al trabajar en New Breed, una publicación de las Naciones originarias. Con el apoyo de Lorna Crozier, entre otras personas, más tarde trabajó como escritor para el Calgary Herald. En 1991 ganó un Concurso de periodismo canadiense (National Newspaper Award) por escribir. Su periodismo también ganó el premio de la Asociación de Prensa de los Nativos Americanos (Native American Press Association Award) dos veces y el premio de la Sociedad Nacional de Comunicaciones Aborígenes. Las columnas de su periódico se pueden encontrar en su antología The Terrible Summer. En 1993 Wagamese dejó de trabajar durante tiempo completo dentro del periodismo, pero continuó escribiendo como periodista independiente para publicaciones como The Globe and Mail.
Su novela de debut fue Keeper 'n Me, la cual fue publicada en 1994.
Publicó otras cinco novelas, un libro de poesía, dos libros para niños y cinco libros de no ficción, incluidas dos memorias. A lo largo de su vida como escritor fue reconocido por sus fascinantes lecturas en vivo, que consistieron en pasajes de sus obras, historias tradicionales, anécdotas e incluso comedia stand-up.
En 2012 recibió el Premio Indspire como representante de medios y comunicación. También en 2012 se desempeñó como profesor invitado de periodismo en la Universidad de Victoria. En 2013, ganó el Premio Molson del Consejo de las Artes de Canadá y el premio Burt Award for First Nations, Inuit and Métis Literature. Otros premios incluyeron el Premio Kouhi por contribuciones sobresalientes a la literatura del noroeste de Ontario y el Premio Matt Cohen de Writers 'Trust of Canada de 2015 por su trabajo.
Ese mismo año, el Super Channel de Canadá anunció que estaba financiando una adaptación cinematográfica de Indian Horse, que sería dirigida por Stephen Campanelli y escrita por Dennis Foon. Clint Eastwood figura como uno de los muchos productores ejecutivos que contribuyeron a la realización de la película. Tras la solicitud de Super Channel para la protección de los acreedores, la película Indian Horse se estrenó teatralmente en el Festival Internacional de Cine de Toronto del 2017.
Su novela final, Starlight, fue publicada en el año 2018, y una colección póstuma de historias y escritos de no ficción, One Drum, se publicó en 2019.

## Trabajos publicados
| Libros                                                                                       |
| -------------------------------------------------------------------------------------------- |
| Keeper'n Me. Anchor Canada. 1994. ISBN 978-0-385-66283-3.                                    |
| The Terrible Summer. Warwick Publishing. 1996 ISBN 978-1895629637                            |
| A Quality of Light. Doubleday Canada. 1997. ISBN 978-0-385-25606-3.                          |
| For Joshua: An Ojibway Father Teachers His Son. Anchor Canada. 2003. ISBN 978-0-385-65953-6. |
| Dream Wheels. Anchor Canada. 2007. ISBN 978-0-385-66200-0.                                   |
| One Native Life. Douglas & McIntyre. 2008. ISBN 978-1-55365-364-6.                           |
| Ragged Company. Anchor Canada. 2009. ISBN 978-0-307-37263-5.                                 |
| One Story, One Song. Douglas & McIntyre. 2011. ISBN 978-1-55365-506-0.                       |
| The Next Sure Thing. Raven Books. 2011. ISBN 9781554699001.                                  |
| Runaway Dreams. Ronsdale Press. 2011. ISBN 9781553801290.                                    |
| Indian Horse. Douglas & McIntyre. 2012. ISBN 978-1-55365-402-5.                              |
| Him Standing. Orca Book Publishers LTD. 2013. ISBN 9781459801769.                            |
| Medicine Walk. McClelland & Stewart. 2014. ISBN 978-0-7710-8918-3.                           |
| Embers: One Ojibway's Meditations. Douglas & McIntyre. 2016. ISBN 978-1-77162-133-5.         |
| Starlight. McClelland & Stewart. 2018. ISBN 978-0771070846.                                  |
| One Drum. Douglas & McIntyre. 2019. ISBN 978-1771622295.                                     |